# Kennet and Avon Canal
Kennet and Avon Canal – kanał wodny w południowej Anglii, w hrabstwach Berkshire, Wiltshire i Somerset, łączący rzekę Kennet (dopływ Tamizy) z Avon. Długość kanału wynosi 92 km.
Kanał biegnie z miasta Newbury na wschodzie do Bath na zachodzie i stanowi część większej, 140-km drogi wodnej, obejmującej także skanalizowane odcinki rzek Kennet z Reading do Newbury, oraz Avon z Bath do Bristolu (nazwę Kennet and Avon Canal stosuje się także w odniesieniu do całości).
Budowa kanału rozpoczęła się w 1794 roku i trwała do 1810 roku. Ruch na kanale drastycznie zmalał po 1841 roku, gdy Great Western Railway zbudowała linię kolejową z Londynu do Bristolu. W 1852 roku spółka kolejowa stała się właścicielem przynoszącego straty kanału. Parlament zobowiązał ją do jego utrzymania, ten popadł jednak z czasem w ruinę, a żegluga na nim praktycznie ustała.
Podczas II wojny światowej wzdłuż kanału wzniesiono linię umocnień, obsadzonych przez żołnierzy Home Guard, której celem było zatrzymania postępu wojsk niemieckich w przypadku spodziewanego lądowania na wyspie.
W latach 60. XX wieku, w szczytowym okresie zaniedbania kanału, jego fragmenty zostały zamknięte dla żeglugi. Wtedy też założone zostało stowarzyszenie Kennet and Avon Canal Trust, którego celem była odbudowa kanału. W wyniku jego działań kanał został ponownie otwarty, na całej swej długości, w 1990 roku.
Większe miejscowości na trasie kanału to Bradford-on-Avon, Trowbridge, Devizes, Pewsey i Hungerford.

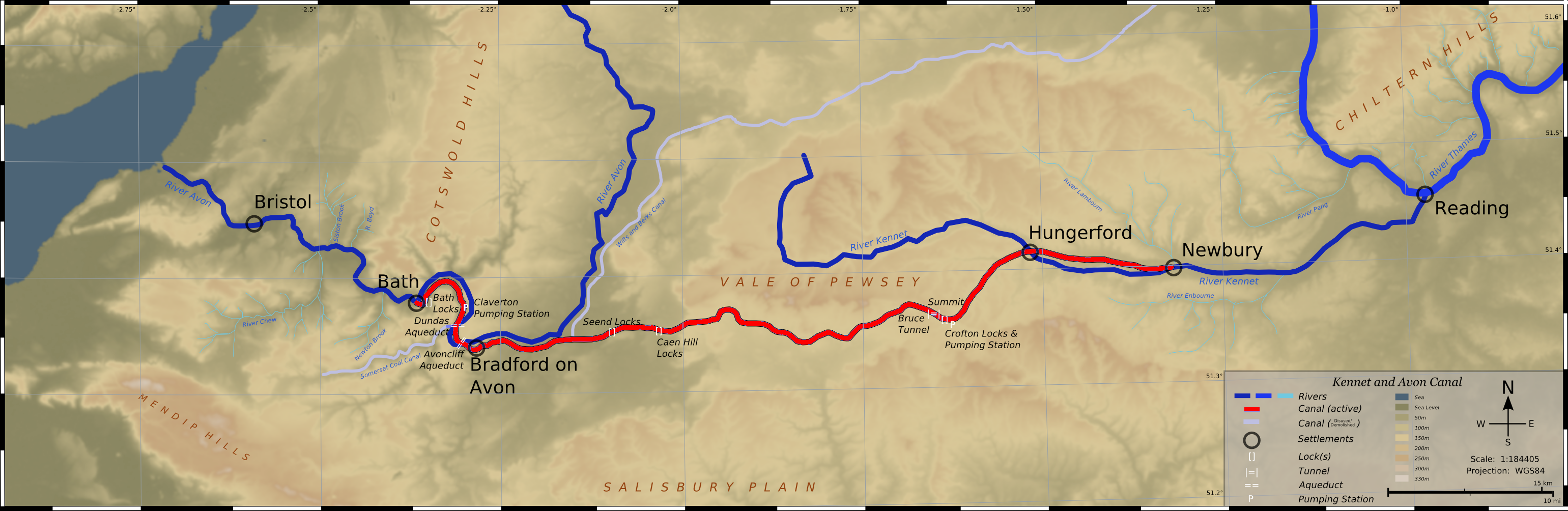
Mapa kanału (na czerwono)